# 埃德·扬
埃德·扬（全名：Edmund Soon-Weng Yong，1981年12月—）是一位马来西亚出生的英美双重国籍的科学记者和作家，2024年获古根海姆獎，主要作品有《我包罗万象：微生物视野下的生命图景全纪录》（I Contain Multitudes: The Microbes Within Us and a Grander View of Life）、《五感之外的世界：认识动物神奇的感知系统，探见人类感官无法触及的大自然》（An Immense World: How Animal Senses Reveal the Hidden Realms Around Us，获2023年英国皇家学会科学图书奖）等。